# St. Peter und Paul (Langwied)

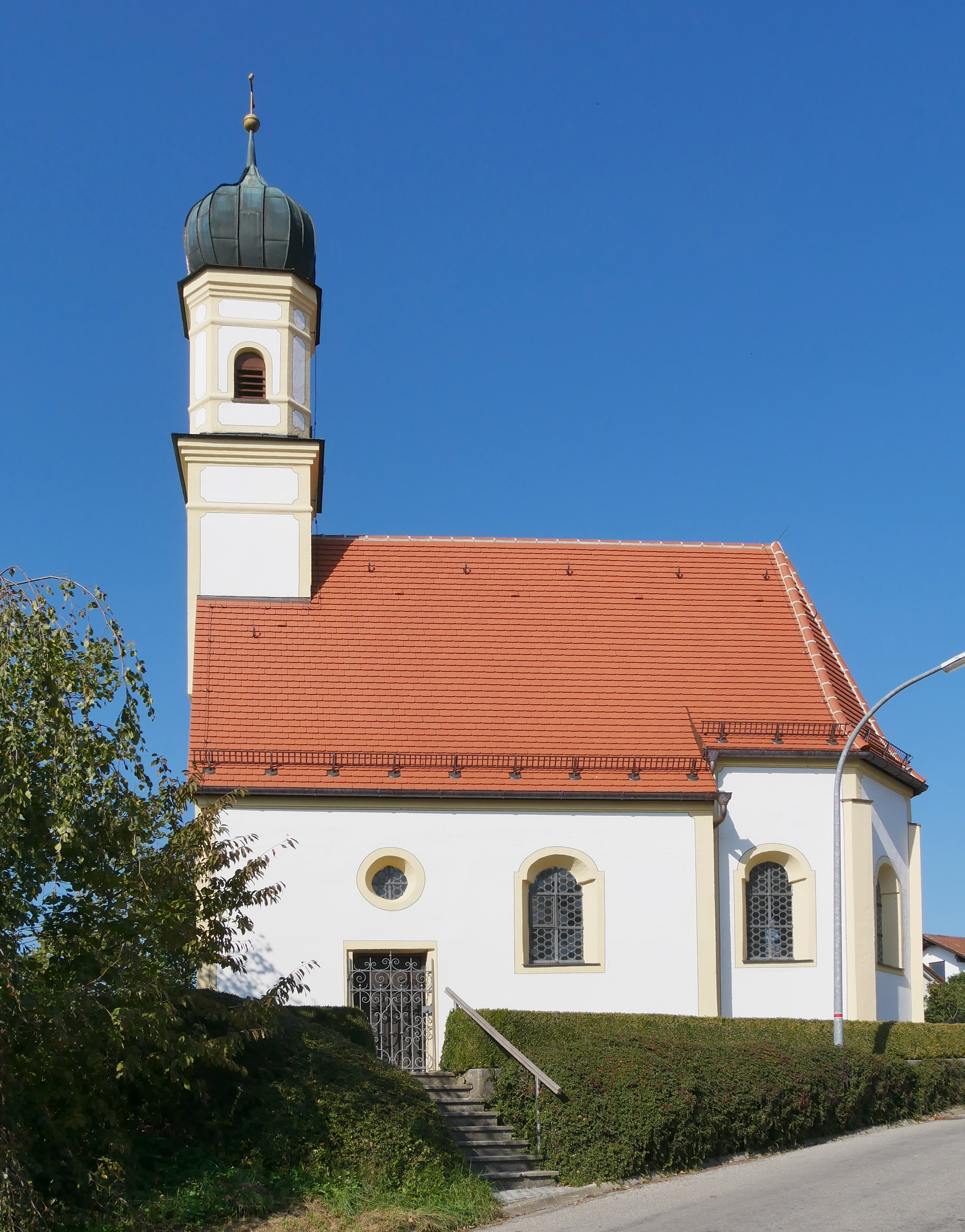
St. Peter und Paul in Langwied

Die römisch-katholische Filialkirche St. Peter und Paul steht in Langwied, einem Gemeindeteil von Moorenweis im oberbayerischen Landkreis Fürstenfeldbruck. Das Bauwerk ist in der Liste der Baudenkmäler in Moorenweis als Baudenkmal unter der Nr. D-1-79-138-18 eingetragen. Die Kirche gehört zum Dekanat Landsberg im Bistum Augsburg.

## Beschreibung
Die im Kern gotische Saalkirche wurde Mitte des 17. Jahrhunderts barock umgestaltet. Sie besteht aus dem Langhaus und dem eingezogenen, dreiseitig geschlossenen Chor im Osten, der mit Strebepfeilern gestützt wird. Über dem Giebel im Westen erhebt sich ein Dachreiter mit Zwiebelhaube, in dessen achteckigem Obergeschoss der Glockenstuhl steht.
Der Innenraum wurde in der Mitte des 17. Jahrhunderts mit Stuck ausgestattet. Den Hochaltar aus dem späten 19. Jahrhundert umgeben Skulpturen des Apostels Petrus aus dem beginnenden 16. Jahrhundert sowie des Paulus und des Evangelisten Johannes aus dem Anfang des 17. Jahrhunderts. An der Nordwand des Kirchenschiffs sind die spätbarocken Gemälde der ehemaligen Seitenaltäre angebracht. Die Stelle des nördlichen Seitenaltars nimmt die um 1360 geschaffene Holzskulptur einer stehenden Madonna ein.